# Nepenthes chaniana
Nepenthes chaniana este o specie de plante carnivore din genul Nepenthes, familia Nepenthaceae, ordinul Caryophyllales, descrisă de C. Clarke, Chi. C. Lee și S. Mcpherson. Conform Catalogue of Life specia Nepenthes chaniana nu are subspecii cunoscute.

## Galerie de imagini

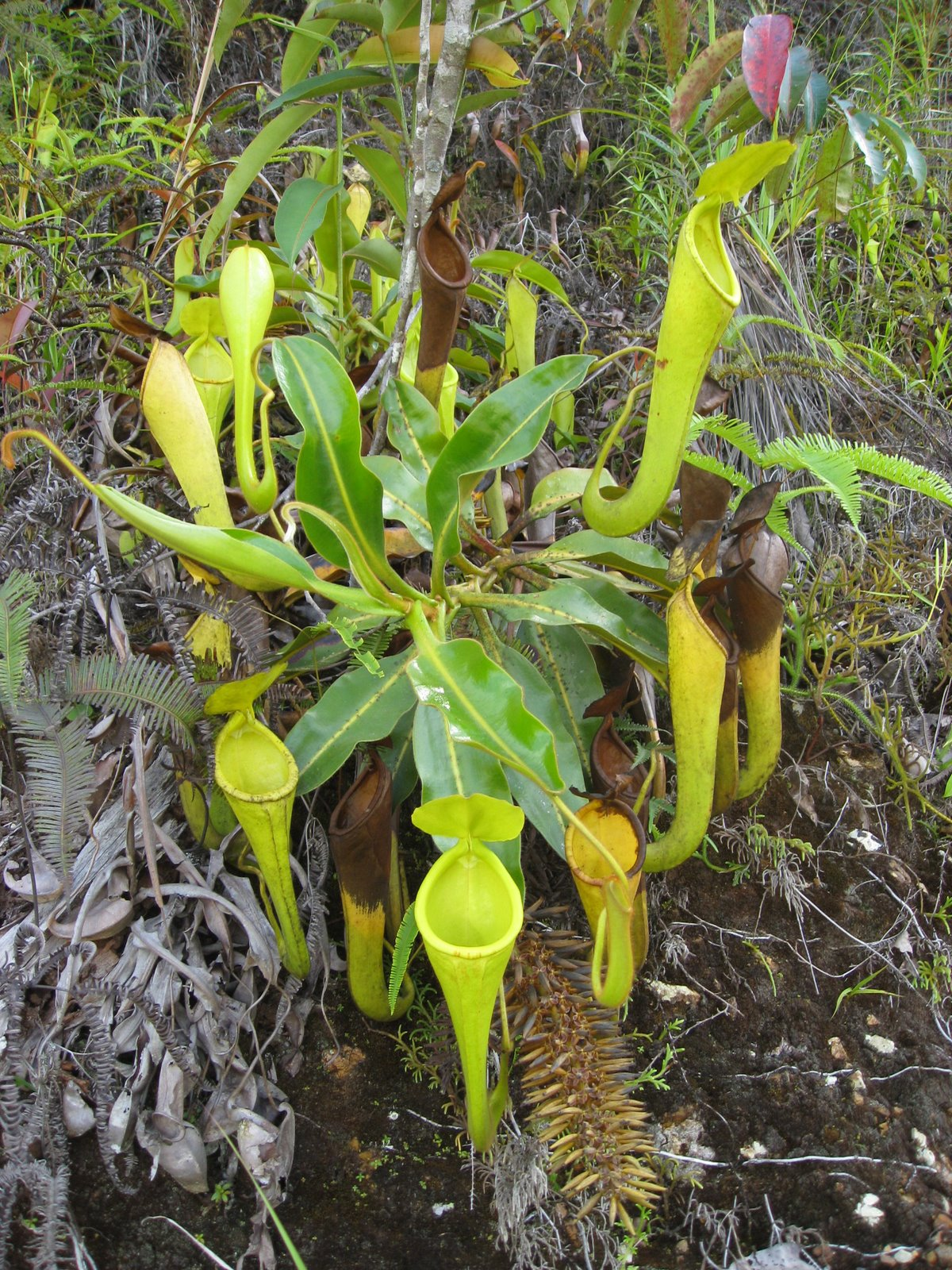
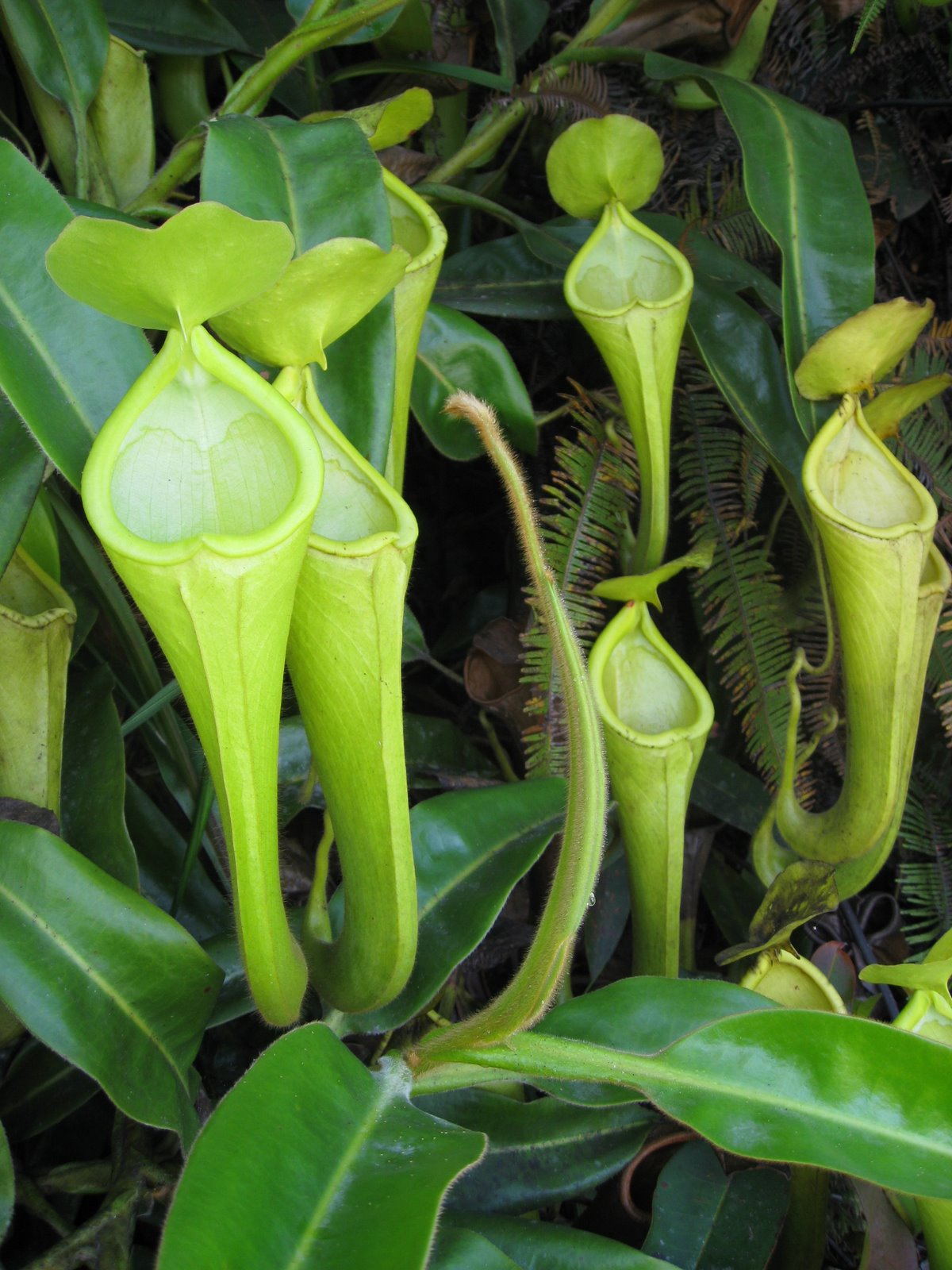
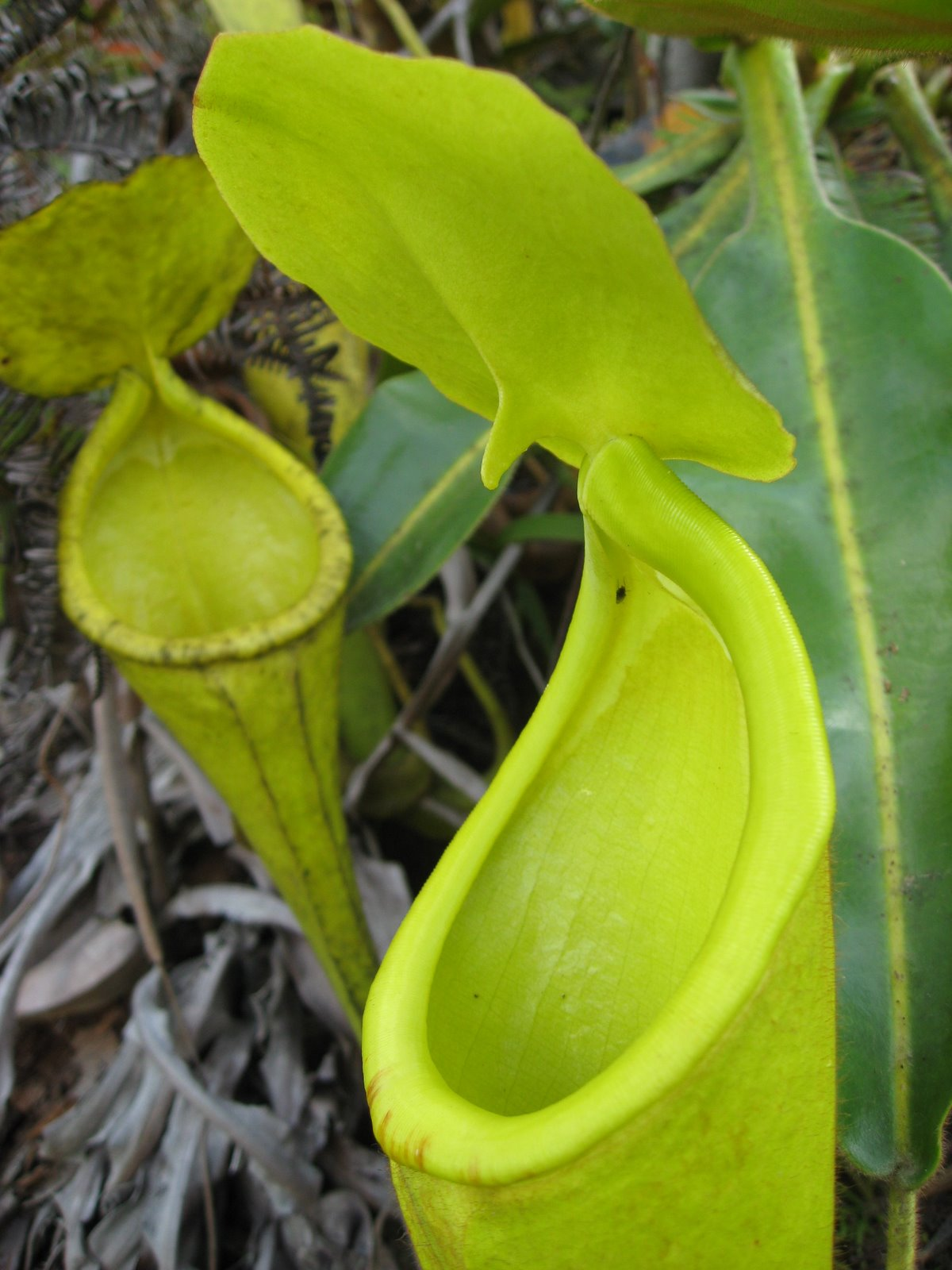
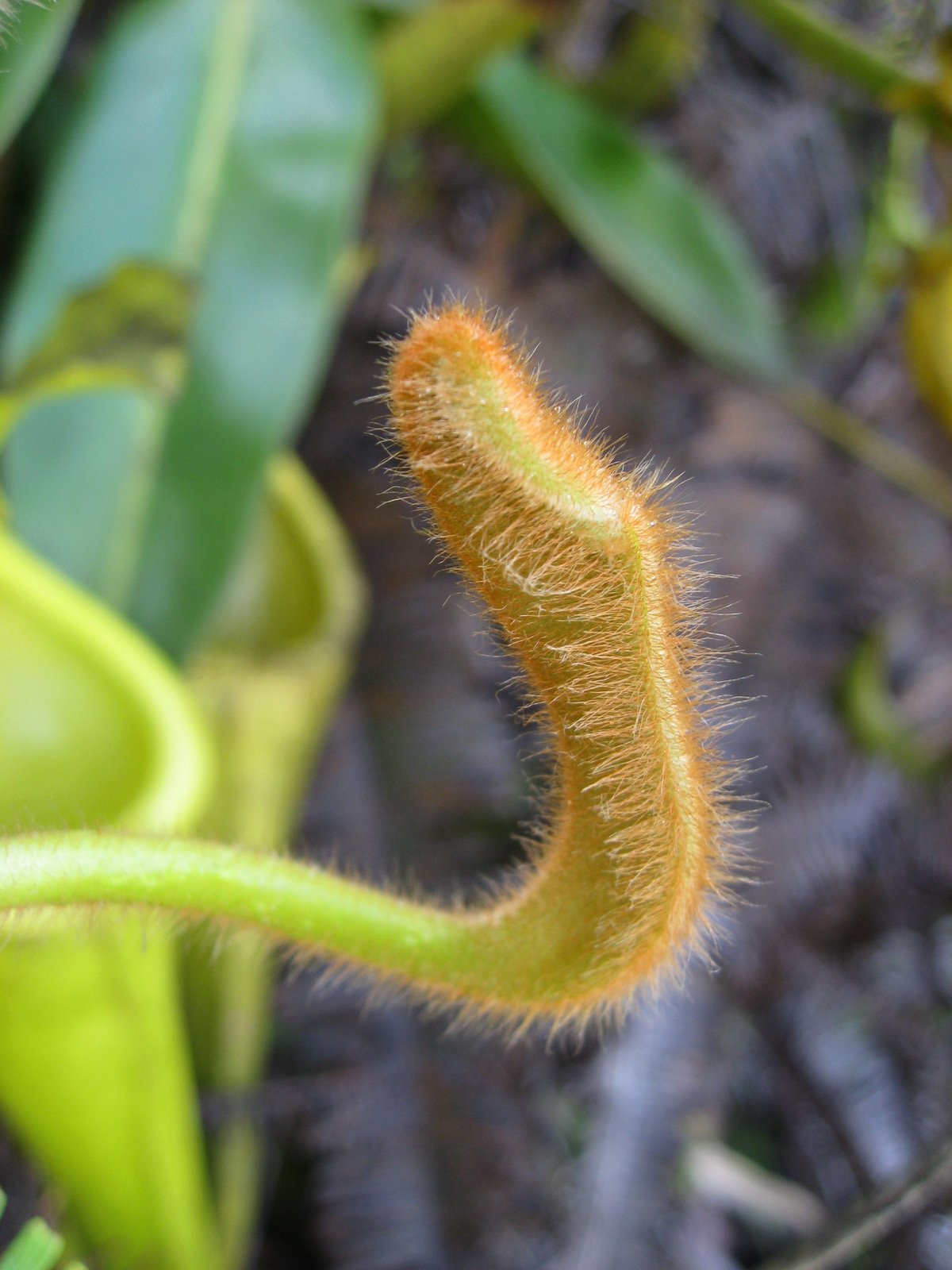
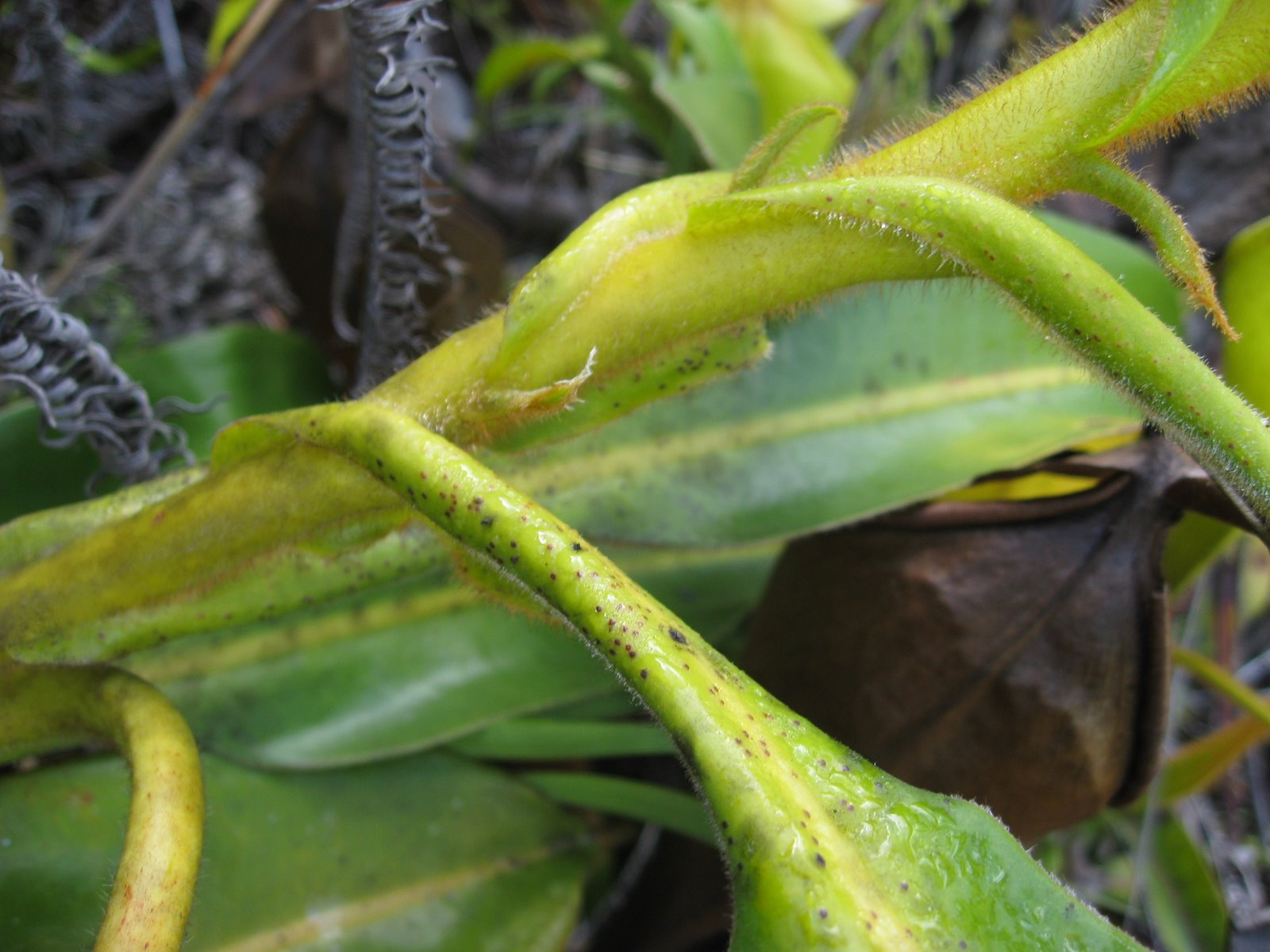
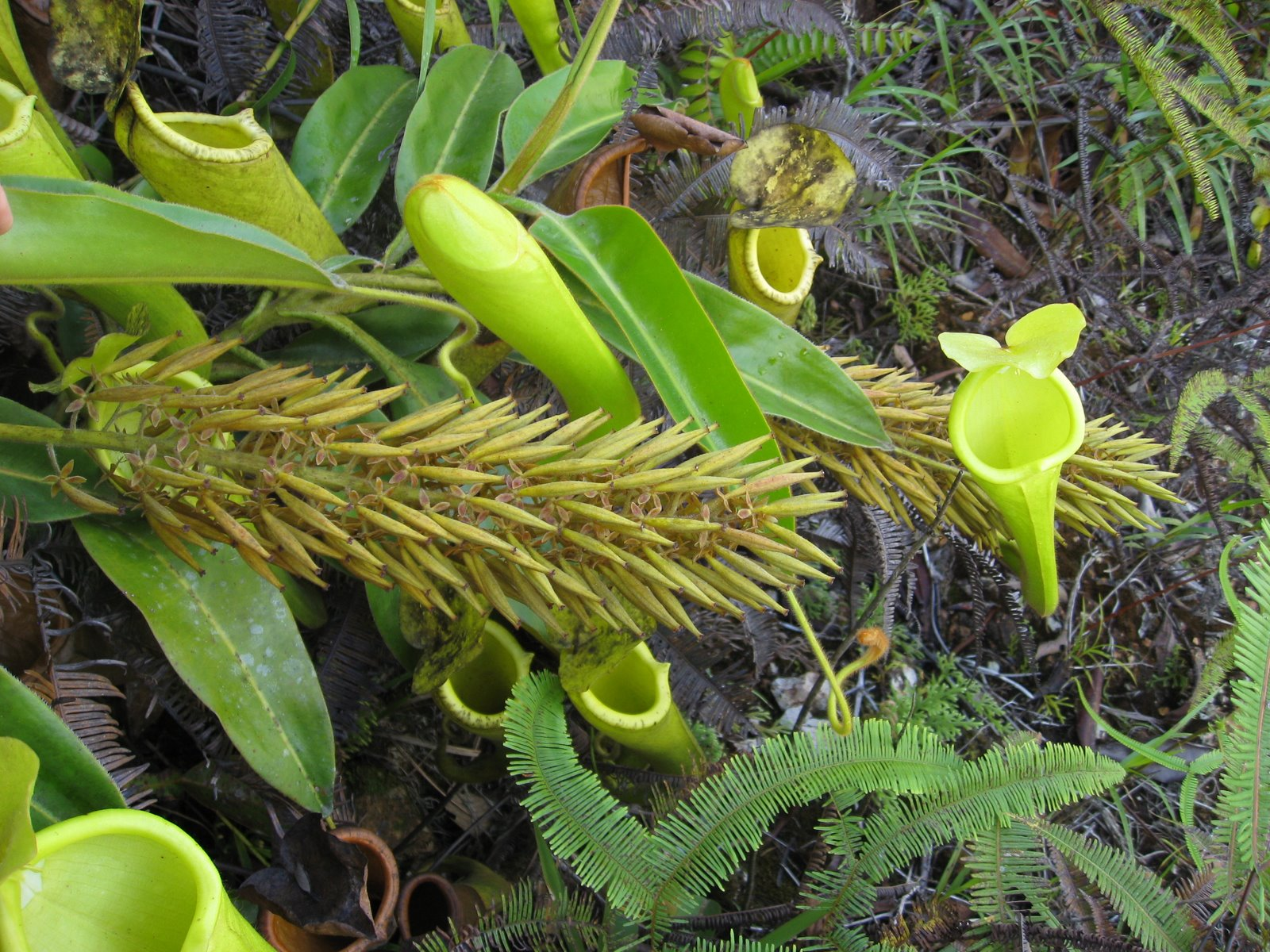